# Mysidetes patagonica
Mysidetes patagonica är en kräftdjursart som beskrevs av O. Tattersall 1955. Mysidetes patagonica ingår i släktet Mysidetes och familjen Mysidae. Inga underarter finns listade i Catalogue of Life.